# Перу (Вісконсин)
Перу (англ. Peru) — місто (англ. town) в США, в окрузі Данн штату Вісконсин. Населення — 233 особи (2020).

## Демографія
Згідно з переписом 2010 року, у місті мешкали 242 особи в 92 домогосподарствах у складі 75 родин. Було 102 помешкання
Расовий склад населення:
| - 98,8 % — білих - 0,4 % — корінних американців - 0,4 % — чорних або афроамериканців - 0,4 % — азіатів |

До двох чи більше рас належало 0,0 %. Частка іспаномовних становила 0,0 % від усіх жителів.
За віковим діапазоном населення розподілялося таким чином: 20,7 % — особи молодші 18 років, 64,4 % — особи у віці 18—64 років, 14,9 % — особи у віці 65 років та старші. Медіана віку мешканця становила 45,5 року. На 100 осіб жіночої статі у місті припадало 116,1 чоловіків;  на 100 жінок у віці від 18 років та старших — 108,7 чоловіків також старших 18 років.
Середній дохід на одне домашнє господарство  становив 70 565 доларів США (медіана — 61 625), а середній дохід на одну сім'ю — 79 314 долари (медіана — 64 375). Медіана доходів становила 56 250 доларів для чоловіків та 33 125 доларів для жінок. За межею бідності перебувало 6,3 % осіб, у тому числі 5,7 % дітей у віці до 18 років та 0,0 % осіб у віці 65 років та старших.
Цивільне працевлаштоване населення становило 139 осіб. Основні галузі зайнятості: освіта, охорона здоров'я та соціальна допомога — 26,6 %, роздрібна торгівля — 15,1 %, будівництво — 12,2 %, сільське господарство, лісництво, риболовля — 9,4 %.